# Porsche Supercup 2007
Der Porsche Supercup 2007 begann am 14. April in Bahrain und endete nach elf Läufen am 16. September in Spa-Francorchamps. Alle Rennen wurden im Rahmenprogramm der Formel 1 ausgetragen. Meister wurde zum zweiten Mal in Folge der Brite Richard Westbrook.

## Teams und Fahrer
| Team                                | Nr. | Fahrer                  | Wochenenden    |
| ----------------------------------- | --- | ----------------------- | -------------- |
| HISAQ Competition                   | 1   | Richard Westbrook       | 1-10           |
| HISAQ Competition                   | 2   | Michael Schrey          | 1-5            |
| HISAQ Competition                   | 2   | Marc Basseng            | 6-9            |
| HISAQ Competition                   | 2   | Phil Bastiaans          | 10             |
| HISAQ Competition                   | 57  | Steven Kane             | 5              |
| Lechner Racing Bahrain              | 3   | Alessandro Zampedri     | 1-10           |
| Lechner Racing Bahrain              | 4   | Damien Faulkner         | 1-10           |
| SPS Automotive                      | 5   | Uwe Alzen               | 1-10           |
| SPS Automotive                      | 6   | Marc Benz               | 1, 3, 10       |
| SPS Automotive                      | 6   | Nemunas Dagilis         | 2, 4-5         |
| SPS Automotive                      | 6   | Andrzej Dzikevic        | 6-9            |
| HSF Porsche Eindhoven               | 7   | Paul van Splunteren     | 1-5, 7-10      |
| HSF Porsche Eindhoven               | 7   | Bernhard ten Brinke     | 6              |
| HSF Porsche Eindhoven               | 8   | Bernhard ten Brinke     | 4              |
| HSF Porsche Eindhoven               | 8   | Simon Frederiks         | 1-3, 5-10      |
| Golden Spike Pertamina Indonesia RT | 9   | Stuart Kostera          | 1              |
| Golden Spike Pertamina Indonesia RT | 9   | Maher Algadri           | 2-4, 6-7, 9-10 |
| Golden Spike Pertamina Indonesia RT | 9   | Tim Macrow              | 5              |
| Golden Spike Pertamina Indonesia RT | 9   | Christian Jones         | 8              |
| Golden Spike Pertamina Indonesia RT | 10  | Fabrice Walfisch        | 1-3            |
| Golden Spike Pertamina Indonesia RT | 10  | Jeroen Bleekemolen      | 4-10           |
| Konrad Motorsport                   | 11  | Patrick Huisman         | 1-10           |
| Konrad Motorsport                   | 12  | Emilio de Villota jr.   | 1-2, 4-8       |
| Konrad Motorsport                   | 12  | Andrea Sonvico          | 9              |
| Konrad Motorsport                   | 12  | Markus Palttala         | 10             |
| Konrad Motorsport                   | 12  | Mikael Forsten          | 3              |
| Konrad Motorsport                   | 13  | Mikael Forsten          | 1              |
| MRS Team                            | 14  | Olivier Maximin         | 1-10           |
| MRS Team                            | 15  | William Langhorne       | 1-10           |
| MRS Team                            | 24  | Alexandre Funari Negrão | 1, 8           |
| MRS Team                            | 24  | René Rast               | 6              |
| Bleekemolen Race Planet             | 16  | Sebastiaan Bleekemolen  | 1-5, 8-10      |
| Bleekemolen Race Planet             | 16  | Oliver Freymuth         | 7              |
| Bleekemolen Race Planet             | 16  | Michael Bleekemolen     | 6              |
| Bleekemolen Race Planet             | 17  | Michael Bleekemolen     | 1              |
| Bleekemolen Race Planet             | 17  | Jeroen Bleekemolen      | 2-3            |
| Bleekemolen Race Planet             | 17  | Jaap van Lagen          | 4-10           |
| Racing Team Indonesia               | 18  | Richard Williams        | 1-10           |
| Racing Team Indonesia               | 19  | Phil Quaife             | 1-10           |
| Harders Plaza Racing                | 20  | Robert van den Berg     | 1-3            |
| Harders Plaza Racing                | 21  | Menno Kuus              | 2-3            |
| Lechner Racing School               | 22  | Štefan Rosina           | 1-5, 7-10      |
| Lechner Racing School               | 23  | Jaber Al Khalifa        | 1              |
| Lechner Racing School               | 23  | Mikael Forsten          | 2, 4-10        |
| Lechner Racing School               | 25  | Jörg Peham              | 6              |
| Team IRWIN SAS                      | 26  | David Saelens           | 1-10           |
| Team IRWIN SAS                      | 27  | Marc Hynes              | 1-10           |
| UPS Porsche Junior Team             | 28  | Lance David Arnold      | 2, 4-7, 9-10   |
| UPS Porsche Junior Team             | 29  | Martin Ragginger        | 2, 4-7, 9-10   |
| Tolimit Motorsport                  | 39  | Christian Menzel        | 1-10           |
| Tolimit Motorsport                  | 46  | Nicolas Armindo         | 1-10           |
| Tolimit Motorsport                  | 47  | Hannes Plesse           | 2              |
| Schnabl Engineering Team Jebsen     | 55  | Darryl O’Young          | 1-10           |
| Schnabl Engineering Team Jebsen     | 56  | Jiří Janák              | 1-10           |
| Bongou/Speedlover/Duindistel        | 58  | Jürgen van Hover        | 10             |
| Porsche Cars Great Britain          | 58  | James Sutton            | 5              |
| Porsche Cars Great Britain          | 59  | Tim Harvey              | 5              |
| Porsche AG                          | 88  | Miguel Ángel de Castro  | 2              |
| Porsche AG                          | 88  | Derek Warwick           | 5              |
| Porsche AG                          | 88  | Frank Biela             | 6              |
| Porsche AG                          | 88  | Norbert Kiss            | 7              |
| Porsche AG                          | 88  | Altfrid Heger           | 10             |

## Rennkalender
| Nr. | Datum         | Land           | Strecke           | Pole-Position      | Platz 1            | Platz 2            | Platz 3             |
| --- | ------------- | -------------- | ----------------- | ------------------ | ------------------ | ------------------ | ------------------- |
| 1a  | 14. April     | Bahrain        | Bahrain           | Uwe Alzen          | Damien Faulkner    | Uwe Alzen          | Alessandro Zampedri |
| 1b  | 15. April     | Bahrain        | Bahrain           | Damien Faulkner    | Uwe Alzen          | Richard Westbrook  | Damien Faulkner     |
| 2   | 13. Mai       | Spanien        | Barcelona         | Patrick Huisman    | Richard Westbrook  | Patrick Huisman    | Christian Menzel    |
| 3   | 27. Mai       | Monaco         | Monaco            | Jeroen Bleekemolen | Jeroen Bleekemolen | Patrick Huisman    | Richard Westbrook   |
| 4   | 1. Juli       | Frankreich     | Magny-Cours       | Uwe Alzen          | Uwe Alzen          | Nicolas Armindo    | Richard Westbrook   |
| 5   | 8. Juli       | Großbritannien | Silverstone       | Nicolas Armindo    | Nicolas Armindo    | Patrick Huisman    | Christian Menzel    |
| 6   | 22. Juli      | Deutschland    | Nürburgring       | Jeroen Bleekemolen | Jeroen Bleekemolen | Christian Menzel   | Richard Westbrook   |
| 7   | 5. August     | Ungarn         | Budapest          | Jeroen Bleekemolen | Richard Westbrook  | Jeroen Bleekemolen | Damien Faulkner     |
| 8   | 26. August    | Türkei         | Istanbul          | Jeroen Bleekemolen | Jeroen Bleekemolen | Damien Faulkner    | Uwe Alzen           |
| 9   | 9. September  | Italien        | Monza             | Damien Faulkner    | Damien Faulkner    | Richard Westbrook  | Uwe Alzen           |
| 10  | 16. September | Belgien        | Spa-Francorchamps | Jeroen Bleekemolen | Patrick Huisman    | Jeroen Bleekemolen | Damien Faulkner     |

## Fahrerwertung
| Pl. | Fahrer              | Punkte |
| --- | ------------------- | ------ |
| 1.  | Richard Westbrook   | 169    |
| 2.  | Damien Faulkner     | 163    |
| 3.  | Uwe Alzen           | 128    |
| 4.  | Patrick Huisman     | 107    |
| 5.  | Christian Menzel    | 104    |
| 6.  | David Saelens       | 96     |
| 7.  | Alessandro Zampedri | 90     |
| 8.  | Jeroen Bleekemolen  | 85     |
| 9.  | Nicolas Armindo     | 72     |
| 10. | Richard Williams    | 72     |

| Pl. | Fahrer                 | Punkte |
| --- | ---------------------- | ------ |
| 11. | Marc Hynes             | 48     |
| 12. | Sebastiaan Bleekemolen | 42     |
| 12. | Štefan Rosina          | 42     |
| 14. | Jaap van Lagen         | 40     |
| 15. | Olivier Maximin        | 38     |
| 16. | William Langhorne      | 33     |
| 16. | Phil Quaife            | 33     |
| 18. | Jiří Janák             | 30     |
| 19. | Marc Basseng           | 15     |
| 20. | Darryl O’Young         | 14     |

| Pl. | Fahrer                  | Punkte |
| --- | ----------------------- | ------ |
| 21. | Emilio de Villota jr.   | 12     |
| 22. | Robert van den Berg     | 6      |
| 23. | Paul van Splunteren     | 4      |
| 23. | Mikael Forsten          | 4      |
| 25. | Simon Frederiks         | 1      |
| 26. | Andrzej Dzikevic        | 0      |
| 26. | Maher Algadri           | 0      |
| 26. | Menno Kuus              | 0      |
| 26. | Alexandre Funari Negrão | 0      |
| 26. | Michael Bleekemolen     | 0      |

## Teamwertung
| Pl. | Team                                | Punkte |
| --- | ----------------------------------- | ------ |
| 1.  | Lechner Racing Bahrain              | 249    |
| 2.  | HISAQ Competition                   | 202    |
| 3.  | Tolimit Motorsport                  | 173    |
| 4.  | Team IRWIN SAS                      | 140    |
| 5.  | SPS Automotive                      | 136    |
| 6.  | Konrad Motorsport                   | 119    |
| 7.  | Golden Spike Pertamina Indonesia RT | 111    |

| Pl. | Team                    | Punkte |
| --- | ----------------------- | ------ |
| 8.  | Bleekemolen Race Planet | 109    |
| 9.  | Racing Team Indonesia   | 87     |
| 10. | MRS Team                | 77     |
| 11. | Lechner Racing School   | 42     |
| 12. | Schnabl Engineering     | 41     |
| 13. | HSF Porsche Eindhoven   | 6      |
| 14. | Harders Plaza Racing    | 4      |